# مهل‌آباد سفلی
مهل‌آباد سفلی روستایی در دهستان عربخانه بخش شوسف شهرستان نهبندان استان خراسان جنوبی ایران است.

## جمعیت
بر پایه سرشماری عمومی نفوس و مسکن در سال ۱۳۹۵ جمعیت این روستا ۱۹۷ نفر (۶۰خانوار) بوده‌است.